# Amorphophallus sparsiflorus
Amorphophallus sparsiflorus är en kallaväxtart som beskrevs av Joseph Dalton Hooker. Amorphophallus sparsiflorus ingår i släktet Amorphophallus och familjen kallaväxter. Inga underarter finns listade.